# Sophronica infrafusca
Sophronica infrafusca là một loài bọ cánh cứng trong họ Cerambycidae.